# Xwles occidentals
Els xwles occidentals (o swla-gbe) són els membres d'un grup ètnic que parlen la llengua gbe, xwela occidental i que viuen al litoral de Benín i a l'extrem sud-oriental de Togo. Segons l'ethnologue hi ha 71.000 xwles occidentals i segons el joshuaproject n'hi ha 97.000. Els xwles occidentals són un poble del grup d'ètnies guineanes, el seu codi ètnic és NAB59e i el seu ID és 15150.
Els xwles occidentals tenen com a veïns a grups ètnics amb els quals estan íntimament relacionats i que tenen llengües i estils de vida similars. La majoria d'aquests tenen moltes de les característiques dels mandes, que són el poble predominant de la zona.

## Xwles occidentals a Benín
El 2002 hi havia 50.000 xwles occidentals a Benín (segons el joshuaproject n'hi ha 71.000).

### Situació geogràfica i pobles veïns
El territori dels xwles occidentals està situat al municipi de Grand-Popo, al departament de Mono, al municipi d'Ouidah, al departament Atlantique i a Cotonou, al departament de Littoral.
Segons el mapa lingüístic de Benín l'ethnologue, els xwles occidentals viuen en tres territoris separats en aquest país. El més oriental va des de Cotonou fins al municipi d'Ouidah, a través de la costa de l'oceà Atlàntic. Aquest territori el comparteixen amb els fon i és fronterer amb el territori dels parlants de xwles orientals, a l'est, amb el dels ayizos, al nord i amb el dels xweles, a l'oest. Els altres dos territoris dels xweles occidental estan situats a l'extrem sud-oest de Benín, a la zona costanera del municipi de Grand-Popo, al departament de Mono. Aquest territori el comparteixen amb els gens i fan frontera amb Togo, a l'oest i al nord-oest; amb el territori dels kotafons i de watxis al nord i amb el dels xweles, a l'est.

### Economia
Els xwles occidentals són principalment agricultors de subsistència. Els seus cultius principals són el mill, el sorgo i ocasionalment el fon com a cultius bàsics. A més a més, també cultiven meló, alls, cogombres, albergínies, arròs, taro, nyam, tabac i tomàquets. Els seus mètodes agrícoles són molt bàsics i hi domina l'agricultura migratòria amb la rotació dels cultius i el guaret.
A més a més, amb la caça i la pesca obtenen suplements alimentaris. El bestiar és molt important per la cultura xwla i s'utilitzen les vaques per a pagar els preus dels matrimonis. També tenen altres animals domèstics com ovelles, gossos i gallines.
Els xwles tenen mercats importants. Als pobles hi ha divisió laboral entre els gèneres: mentre els homes cacen i cuiden els animals i treballen la terra, les dones s'han especialitzat a anar a vendre al mercat.

### Habitatge i sistemes de poblament
La majoria dels xwles viuen en habitatges de les diverses famílies dispersos i hi ha alguns pobles compactes.

### Matrimoni i família
Els caps de família solen arreglar els matrimonis normalment quan els membres de la futura parella encara són infants. Entre alguns subgrups somba encara cal que es pagui un preu per la dona i altres subgrups demanen que es pagui el matrimoni mitjançant treball; els de la família del marit han de treballar pels de l'esposa durant un temps abans del matrimoni.
Entre els xwles és freqüent la polígínia (un home pot tenir diverses dones). La primera dona d'un home té un estatus superior al de les altres dones però el marit ha de proveir una casa a cada dona i els seus fills.

### Religió i creences
La majoria dels xwles occidentals són animistes basades en què els objectes no humans tenen esperits. En el seu sistema religiós hi ha molts déus diferents i conté un sistema extens de cultes per a controlar els poders místics. Els xwles occidentals creuen que cadascú té una força interna que comanda el seu destí i que després de la mort, la seva ànima es dirigeix cap al cel o es reencarna. Els difunts són determinants en la vida dels éssers vius i el culte als morts és molt important.
El 92% dels xwles occidentals creuen en religions africanes tradicionals i el 8% restant són cristians. D'aquests últims, el 90% són catòlics.

## Xwles occidentals a Togo
A Togo el 2002 hi havia 21.000 xwles occidentals (segons el joshuaproject n'hi ha 26.500).

### Situació geogràfica i pobles veïns
Els xwles occidentals de Togo viuen a la zona del riu Mono, al sud-est de la prefectura dels Llacs, a la Regió Marítima.
Segons el mapa lingüístic de Togo de l'ethnologue el territori gbe, xwela occidental de Togo és un petit territori que hi ha a l'extrem sud-oriental del país, a l'extrem sud-est de la prefectura de Lacs. Aquest territori és fronterer a l'est i al sud amb Benín (concretament amb territori també xwla occidental). Al nord tenen els watxis com a veïns i a l'oest hi tenen els gen.

### Religió i creences
El 70% dels xwles occidentals de Togo són cristians i el 30% creuen en religions africanes tradicionals. El 45% dels cristians pertanyen a esglésies independents, el 40% són protestants i només el 15% són catòlics. Segons el joshuaproject, el 7% dels cristians són seguidors del moviment evangèlic.

## Llengua
Els xwles occidentals parlen la llengua gbe, xwla occidental.